# Gladys Knight & the Pips
Gladys Knight & the Pips was een Amerikaanse rhythm-and-blues-groep uit Atlanta, Georgia rondom zangeres Gladys Knight. De "Pips" waren familieleden van haar. De groep is vooral bekend van hits als Midnight train to Georgia en Baby don't change your mind.

## Biografie

### The Pips
Gladys Knight begon vanaf haar vierde te zingen in een kerkkoor. Haar ouders zongen in een gospelkoor. Haar moeder schreef haar in 1952 als zevenjarige in voor Ted Macks Original Amateur Hour, een talentenjacht op televisie vergelijkbaar met Idols. Ze won de eerste prijs en een geldbedrag van 2000 dollar. Een jaar later trad ze op de tiende verjaardag van haar broer Merald op, bijgestaan door Merald, haar zus Brenda en haar neef en nicht William en Eleanor Guest. Een andere neef, James "Pip" Woods, vond dat ze van zingen hun beroep moesten maken en gaf hen zijn bijnaam: The Pips. Vanaf 1959 ging de groep daadwerkelijk optreden. Eleanor Guest en Brenda Knight verlieten echter in dat jaar de Pips om een gezin te stichten. Ze werden vervangen door weer twee andere neven: Edward Patten en Langston George.
In 1961 scoorden The Pips hun eerste hit met de single Every beat of my heart, die de zesde plaats in de Amerikaanse Billboard Hot 100 behaalde. Na de opvolger Letter full of tears, die als Gladys Knight & the Pips werd opgenomen, verliet Langston George de groep in 1962. Ook Gladys Knight zelf trok zich kort daarna terug om kinderen te krijgen. Twee jaar later kwam ze terug om haar twee kinderen te kunnen onderhouden. Daarna scoorde de groep twee kleine hitjes met Giving up en Lovers always forgive

### Motown

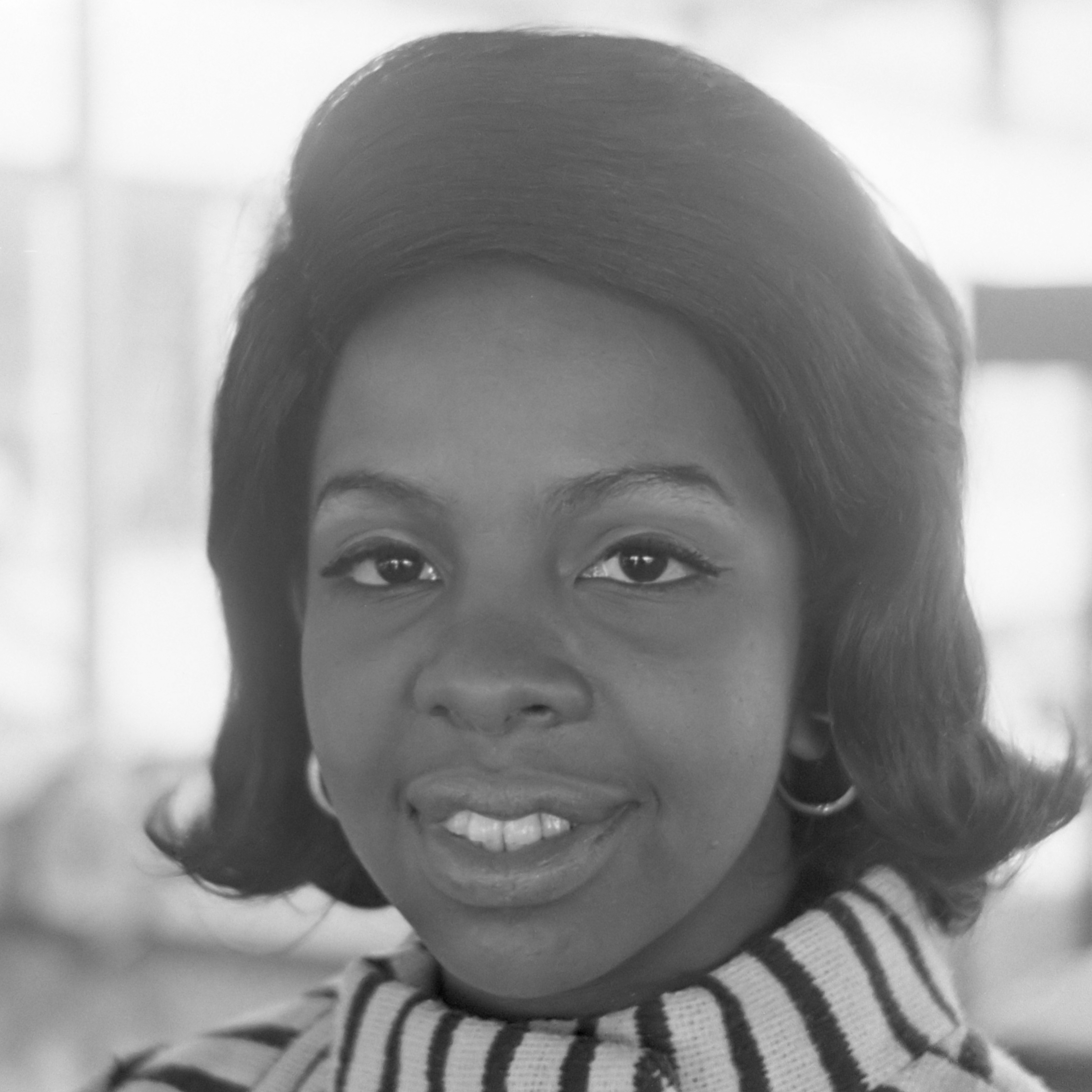
Gladys Knight (1969)

In 1965 tekenden Gladys Knight & the Pips een contract bij platenmaatschappij Motown. Na nog twee kleine hitjes betekende dit de definitieve doorbraak. Met I heard it through the grapevine kwamen ze in 1967 op #2 in de Amerikaanse hitlijst. Dat nummer was toen al opgenomen door The Miracles, The Isley Brothers en Marvin Gaye, maar werd voor het eerst uitgebracht door Gladys Knight & the Pips. De versie van Marvin Gaye werd een jaar later ook uitgebracht en stond toen zelfs zeven weken op de eerste plaats.
Na I heard it through the grapevine volgde er een lange reeks hits, waarvan If I were your woman in 1970 en Neither one of us (wants to be the first to say goodbye) in 1973 de grootste waren. Dat laatste nummer kwam tot #2 in de Amerikaanse hitlijst en leverde de eerste Grammy Award op. Deze nummers werden geen hits in Nederland en Vlaanderen. Neither one of us werd hun laatste grote hit bij Motown, want datzelfde jaar nog tekenden ze een contract bij Buddah Records. Jaren later verklaarde Gladys Knight op de Amerikaanse televisie dat ze bij Motown als een tweederangs groep behandeld werden. Ze zei dat The Supremes, The Temptations en Marvin Gaye alle grote hits kregen en zij slechts de restjes. Daarnaast schreef ze in haar autobiografie Between Each Line of Pain and Glory: My Life Story dat Diana Ross voorkomen heeft dat de groep in het voorprogramma van The Supremes kwam omdat ze Gladys Knight & the Pips te goed vond.

### Buddah
Bij Buddah Records brak de succesvolste periode voor Gladys Knight & the Pips aan. Na de nummer 28-hit Where peaceful waters flow haalde de groep vier grote hits op rij binnen: Midnight train to Georgia (hun enige nummer 1-hit en hun tweede met een Grammy Award), I've got to use my imagination, Best thing that ever happened to me en On and on. De eerste drie kwamen van het album Imagination. In Nederland was dit nummer de eerste hit voor Gladys Knight & the Pips en kwam het tot #27.
Na het album Imagination werd de groep door Curtis Mayfield uitgenodigd om de door hem geschreven soundtrack voor de film Claudine op te nemen. Dit leverde in 1974 de hit On and on op. Daarna volgden nog twee succesvolle albums en kreeg de groep in 1975 een eigen televisieshow, waarvan vier afleveringen zijn opgenomen. Hoewel het Amerikaanse succes van Gladys Knight & the Pips daarna langzaam wegebde, moest de grootste hit in Europa nog komen. Die kwam in 1977 met de single Baby don't change your mind die in hun thuisland op #52 bleef steken maar in de Nederlandse Top 40 de vierde plaats haalde en in de BRT Top 30 een nummer 7-hit werd.

### Latere jaren
Van 1978 tot 1980 mochten Gladys Knight en The Pips geen gezamenlijke platen opnemen, vanwege problemen met contracten. Ze mochten echter wel samen optreden. In deze periode bracht Gladys Knight twee soloalbums uit (Miss Gladys Knight bij Buddah Records en Gladys Knight bij Columbia Records) en verschenen er ook twee albums van The Pips. In 1980 mocht de groep weer samen platen opnemen en tekenden ze bij Columbia Records. Er werden nog een aantal albums uitgebracht, maar het succes van de jaren zestig en zeventig kwam niet meer terug. Landlord (1980) en Save the overtime (for me) (1983) werden bescheiden hits. Het laatste album dat Gladys Knight & the Pips uitbrachten was All our love, waarvan de single Love overboard de dertiende plaats haalde en een derde Grammy Award opleverde.
In 1989 ging de groep uit elkaar en ging Gladys Knight solo. Datzelfde jaar had ze als soloartiest haar grootste hit in Nederland en Vlaanderen met Licence to Kill, de titeltrack van de gelijknamige James Bondfilm. The Pips stopten met optreden. Samen werden ze opgenomen in de Georgia Music Hall of Fame.
In 1996 werden Gladys Knight & the Pips opgenomen in de Rock and Roll Hall of Fame. Een jaar later trad Gladys toe tot de Kerk van Jezus Christus van de Heiligen der Laatste Dagen, beter bekend als de Mormoonse kerk. Ze treedt nog steeds op en brengt af en toe een plaat uit, onder andere als dirigente van het Mormoonse gospelkoor Saints Unified Voices. Gladys Knight heeft sinds 2000 nog drie Grammy's gewonnen: voor haar soloalbum At last uit 2001, voor haar duet Heaven help us all met Ray Charles in 2005 en met haar gospelkoor in 2006.
Op 25 februari 2005 overleed Edward Patten op 65-jarige leeftijd in Livonia, Michigan aan een beroerte. Hij leed aan suikerziekte.
Op 24 december 2015 overleed William Guest op 74-jarige leeftijd in Detroit na hartproblemen.

## Bezetting
De voornaamste leden van Gladys Knight & the Pips waren:
- Gladys Knight (1953-1962, 1964-1989)
- Merald "Bubba" Knight
- William Guest
- Edward Patten (1959-1989)
- Langston George (1959-1962)

## Discografie

### Albums
| Album met eventuele hitnotering(en) in de Nederlandse Album Top 100 | Datum van verschijnen | Datum van binnenkomst | Hoogste positie | Aantal weken | Opmerkingen |
| ------------------------------------------------------------------- | --------------------- | --------------------- | --------------- | ------------ | ----------- |
| 30 greatest hits                                                    |                       | 25-2-1978             | 32              | 6            |             |
| The one and only                                                    |                       | 17-6-1978             | 37              | 9            |             |
| The best of Gladys Knight & the Pips                                |                       | 10-12-1983            | 2               | 8            |             |

### Singles
| Single met eventuele hitnotering(en) in de Nederlandse Top 40 | Datum van verschijnen | Datum van binnenkomst | Hoogste positie | Aantal weken | Opmerkingen |
| ------------------------------------------------------------- | --------------------- | --------------------- | --------------- | ------------ | ----------- |
| If I were your woman                                          |                       | 9-1-1971              | tip             |              |             |
| Midnight train to Georgia                                     |                       | 8-12-1973             | 27              | 4            |             |
| I've got to use my imagination                                |                       | 9-2-1974              | 32              | 2            |             |
| I feel a song (in my heart)                                   |                       | 14-12-1974            | tip             |              |             |
| Baby don't change your mind                                   |                       | 6-8-1977              | 4               | 9            |             |
| Home is where the heart is                                    |                       | 12-11-1977            | 18              | 7            |             |
| The one and only                                              |                       | 13-5-1978             | 25              | 5            |             |
| Come back and finish what you started                         |                       | 22-7-1978             | 17              | 6            | Alarmschijf |
| It's a better than good time                                  |                       | 28-10-1978            | tip             |              |             |
| Taste of bitter love                                          |                       | 15-11-1980            | tip             |              |             |

| Single met hitnotering(en) in de Vlaamse Ultratop 50 | Datum van verschijnen | Datum van binnenkomst | Hoogste positie | Aantal weken | Opmerkingen |
| ---------------------------------------------------- | --------------------- | --------------------- | --------------- | ------------ | ----------- |
| Baby don't change your mind                          |                       | 1977                  | 7               |              |             |
| Home is where the heart is                           |                       | 17-12-1977            | 29              |              |             |
| The one and only                                     |                       | 1978                  | 15              |              |             |
| Come back and finish what you started                |                       | 1978                  | 17              |              |             |

### NPO Radio 2 Top 2000
| Nummers met noteringen in de NPO Radio 2 Top 2000 | '99  | '00  | '01  | '02  | '03  | '04  | '05  | '06  | '07  | '08  | '09  | '10  | '11  | '12  | '13  | '14  | '15  | '16  | '17  | '18  | '19  | '20  | '21  | '22  | '23  | '24  |
| ------------------------------------------------- | ---- | ---- | ---- | ---- | ---- | ---- | ---- | ---- | ---- | ---- | ---- | ---- | ---- | ---- | ---- | ---- | ---- | ---- | ---- | ---- | ---- | ---- | ---- | ---- | ---- | ---- |
| Help Me Make It Through the Night                 | 1341 | -    | 1459 | 1963 | 1461 | 1384 | 1573 | 1223 | 1388 | 1391 | 1470 | 1446 | 1606 | 1783 | -    | -    | -    | -    | -    | -    | -    | -    | -    | -    | -    | -    |
| Midnight Train to Georgia                         | 1082 | 1724 | 1407 | 1644 | 1635 | 1299 | 1414 | 1374 | 1539 | 1435 | 1509 | 1183 | 1185 | 1516 | 1343 | 1377 | 1340 | 1406 | 1270 | 1055 | 1320 | 1030 | 1035 | 1158 | 1133 | 1268 |

1. ↑  Een '-' betekent dat het nummer niet was genoteerd en een vetgedrukt getal geeft de hoogste notering van een nummer aan.